# عبدي محمد أحمد
عبدي محمد أحمد (30 ديسمبر 1962 بكيسمايو في الصومال - ) هو لاعب كرة قدم صومالي في مركز حراسة المرمى. شارك مع منتخب الصومال لكرة القدم. أما مع النوادي، فقد لعب مع Jeenyo United FC ‏.